# تيم هاموند
تيم هاموند (بالإنجليزية: Tim Hammond)‏ هو محام بالقضاء العالي وكاتب عدل ‏ وسياسي أسترالي، ولد في 25 مارس 1975 في أستراليا. حزبياً، نشط في حزب العمال الأسترالي. وقد انتخب عضو مجلس النواب الأسترالي عن دائرة Division of Perth ‏ (2 يوليو 2016 – 10 مايو 2018).